# Bailliage de Greifensee
?–1402
Entités suivantes :
- Bailliage de Greifensee

1402–1798
Entités précédentes :
- Seigneurie de Greifensee

Entités suivantes :
- District d'Uster

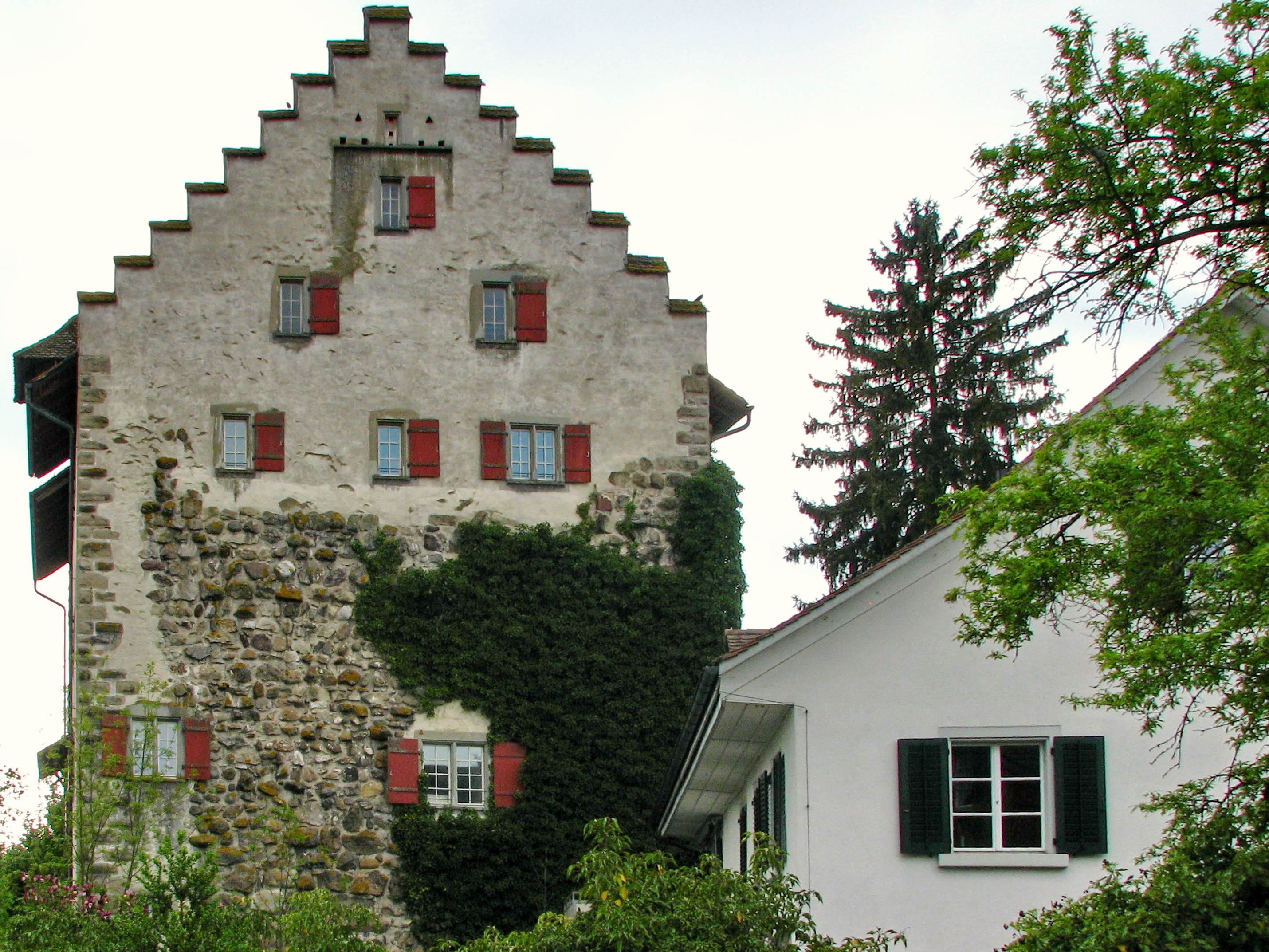
Vue du château de Greifensee, siège du bailliage.

La seigneurie de Greifensee est une seigneurie située dans l'actuel canton de Zurich. En 1402, Zurich achète la seigneurie qui devient le bailliage de Greifensee. Le bailliage est supprimé en 1798.

## Histoire
La seigneurie est composée de Greifensee, Fällanden, Maur, Niederuster (commune d'Uster), Uster, Nossikon (commune d'Uster), Nänikon, Werrikon (commune d'Uster), Schwerzenbach, Hegnau (commune de Volketswil) et Hof (commune d'Egg).
Le bailliage est créé en 1402. Greiffensee est un bailliage extérieur, c'est-à-dire que le bailli réside dans le bailliage et non dans la ville de Zurich, sauf de 1445 à 1450,.
Les droits de basse justice dépendant du château d'Uster sont vendus à Zurich en 1544, qui les ajoute au bailliage de Greifensee.
La seigneurie justicière de Maur, vassale du bailliage, est d'abord aux mains de la famille Aeppli de 1424 jusqu'au XVIIe siècle. En 1775, la seigneurie est possédée par David Herrliberger qui vend la seigneurie à Zurich.

## Seigneurs et baillis
Les seigneurs sont les suivants : 
- ?-1300 : Famille de Rapperswil ;
- 1300-1369 : Famille de Landenberg-Greifensee ;
- 1369-1402 : Comtes de Toggenbourg ;
- ?-1402 : Frédéric VII de Toggenbourg.

Les baillis sont les suivants :
- 1403 : Heinrich Biberli[5] ;
- 1421 : Heinrich Aeppli[6] ;
- 1450-1459 : Heinrich Röist[7] ;
- 1474, 1475, 1477, 1479 et 1482 : Lazarus Göldli[8] ;
- 1505-1507 : Gerold Edlibach[9] ;
- 1507-1509 : Konrad Engelhard[10] ;
- 1510-1515 : Konrad Escher[11] ;
- 1781-1787 : Salomon Landolt[12],[2] ;

### Ouvrages
- Marcel Godet, Henri Türler et Victor Attinger, Dictionnaire historique & biographique de la Suisse, vol. 3, Neuchâtel, Imprimerie Paul Attinger, 1926 (lire en ligne), p. 541

### Article
- Bruno Schmid / PM, « Greifensee (seigneurie, bailliage) » dans le Dictionnaire historique de la Suisse en ligne, version du 17 juillet 2007.